# Yeongjong (métro de Séoul)
Yeongjong (hangeul : 영종 ; hanja : 永宗) est une station de passage de la ligne AREX] du métro de Séoul. Elle est située au 75 Baekun-ro, 414 beon-gil, arrondissement Jung-gu, sur le territoire de la ville Incheon, à l'ouest de Séoul, en Corée du Sud.

## Situation sur le réseau

Plan du réseau du métro de Séoul (2023)